# 柳亭信楽
柳亭 信楽（りゅうてい しがらき）は、落語家の名跡。

## 浮世亭信楽
元々浪曲師桃中軒雲右衛門の門下で二代目桃中軒雲太夫、1921年に五代目柳亭左楽門下で浮世亭信楽となる。浪曲物まねを売りにした。1927年3月2日に死去。墓所は墨田区小梅の常泉寺。本名：鈴木 政吉。

## 先代
五代目柳亭左楽門下に柳亭信楽の名があり睦会の若手真打の「五大力の会」のメンバーであった。音曲師。

## 当代
柳亭 信楽（りゅうてい しがらき、1983年7月22日 - ）は、落語家。落語芸術協会所属。本名∶田中 隆三。東京都千代田区出身。

### 来歴・人物
麻布高校を経て、慶應義塾大学商学部卒業。証券マンからお笑い芸人を経て落語家となる。お笑い芸人時代は元：ゾフィーの上田航平とのコンビ「チェルシー」を組んで石井光三オフィスに所属しており、「流木ターナー」という芸名であった。
趣味はロック（クイーン、オアシスなど）と村上春樹風の生活を送ること。特技はよく外国人に間違われること。

### 略歴
- 2014年
  - 6月：柳亭楽輔に入門。前座名「楽ちん」を貰う。
  - 7月：楽屋入り。
  - 8月：浅草演芸ホールにて「子ほめ」で初高座。
- 2018年8月：二つ目昇進。「信楽（しがらき）」と改名。
- 2021年
  - 11月18日：ご当地落語「土湯温泉」で、現地滞在4日間で創り演じた新作落語『ご当地ドラマ』が、ナツノカモ賞を受賞。
  - 12月9日：ご当地落語「赤倉温泉」で、現地滞在4日間で自らが創り演じた新作落語『ガマ仙人』が、文化庁賞を受賞。
  - 12月26日：信楽村、無限スタンプカード、村民などの活動を通じて、埼玉・川越での落語会で生まれた「たーぼー」が、三遊亭遊喜の『つぶやき日報』2021年流行語大賞を受賞。
- 2023年
  - 12月8日：渋谷らくご創作大賞『しゃべっちゃいなよ』にて、大賞を受賞。演目は「腰痛」。
  - 公推協杯全国若手落語家選手権：準優勝（演目は予選「エレベーター」本選「変身」）

## 出演
Youtube
- 新ニッポンの話芸ポッドキャスト（ゲスト→準レギュラー）
  - 529回（2022年12月9日）
  - 562回（2023年7月28日）、563回（2023年8月4日）、564回（2023年8月11日） - ナツノカモと共に